# باول غيبونز
باول غيبونز (بالإنجليزية: Paul Gibbons) هو منافس ألعاب قوى نيوزلندي، ولد في 25 يونيو 1971.

## وصلات خارجية
- باول غيبونز على موقع الاتحاد الدولي لألعاب القوى (الإنجليزية)
- باول غيبونز على موقع اللجنة الأولمبية الدولية (الإنجليزية)
- باول غيبونز على موقع أوليمبيديا (الإنجليزية)
- باول غيبونز على موقع اللجنة الأولمبية النيوزيلندية (الإنجليزية)